# 조흡 사패왕지
조흡 사패왕지(曺恰 賜牌王旨)는 조선 태종 때의 왕지로, 대한민국의 보물 제899호이다.

## 개요
왕지(王旨)란 국왕이 신하에게 관직·자격·시호·토지·노비 등을 내려주는 문서로서 세종 말부터는 교지(敎旨)란 명칭으로 바뀌기
시작하였다. 이 가운데 토지나 노비를 하사한 경우를 '사패왕지(賜牌王旨)'라고 부른다. 이 사패왕지는 태종 1년(1401년) 3월
중훈대부(中訓大夫, 종3품) 지안산군사(知安山郡事) 조흡(趙恰)에게 '제2차 왕자의 난' 때 자신을 지켜준 공을 치하하기 위하여
토지·노비와 함께 하사한 것이다.
'제2차 왕자의 난'은 정종 2년(1400년)에 방원(芳遠：뒤의 태종)의 위세를 시기하여 방간(방원의 형)과 그를 추종하던 박포(朴苞)가
방원을 제거하고자 난을 일으킨 사건이다. 당시 방원을 지지하던 세력이 난을 평정하고 그를 왕위에 오르게 했는데, 그 가운데 큰
공로를 세운 47명에게 1등 진충좌명공신(盡忠佐命功臣)과 2·3·4등 익대좌명공신(翊戴佐命功臣)이 각각 수여되었다. 이 사패왕지를
작성한 사람도 3등 익대좌명공신인 박석명(朴錫命)이었다.
양질의 장지에 쓰인 이 사패왕지에는 오른쪽 상단에 "사(賜)"자가 정자체로 쓰여있고 다음에 초서체로 아홉 줄에
걸쳐 내용이 쓰여있다. 처음의 "賜"와 조흡의 성명을 쓴 부분, 그리고 뒤쪽의 기년(紀年) 부분에는 각각 '朝鮮國王之寶(조선국왕지보)'라는
새보(璽寶)가 찍혀있다.
세부 내용은 수원부(水原府) 소속의 유제(楡梯)·정송(貞松)과 천령현(川寧縣)·광주목(廣州牧)의 토지 각 5결(結) 도합 20결과
봉상시(奉常寺)·완산부(完山府) 소속의 여자종[婢] 각 1명을 하사하니 자손 대대로 잘 지키라는 것이다. 당시 1등 진충좌명공신에게
토지 150결과 노비 13명, 2등 익대좌명공신에게 토지 100결과 노비 10명, 3등 익대좌명공신에게 토지 80결과 노비 8구,
4등 익대좌명공신에게 토지 60결과 노비 6명 등을 하사했다. 그런데 조흡처럼 좌명공신에 책록되지 않은 사람에게도 토지 20결과
노비 2명이 하사되었음을 보면, 그는 정공신(正功臣)을 따라 작은 공을 세운 원종공신(原從功臣)이었던 것으로 추측된다. 조선
초의 원종공신에 관해서는 태조 1년(1392년)의 개국(開國)원종공신과 세조 1년(1455년)의 좌익(佐翼)원종공신을 제외하고는
그 존재가 확인되지 않는다. 이런 점에서 이 사패왕지는 좌명원종공신이 수여되었음을 짐작하게 하는 귀중한 사례가 된다. 또 조선
초기의 사패왕지로 전하는 예가 드물다는 점에서도 매우 귀중하다.

## 참고 자료
- 조흡 사패왕지 - 국가유산청 국가유산포털
- 본 문서에는 서울특별시에서 지식공유 프로젝트를 통해 퍼블릭 도메인으로 공개한 저작물을 기초로 작성된 내용이 포함되어 있습니다.